# Kusinerna
Kusinerna (franska: Les cousins) är en fransk dramafilm från 1959 i regi av Claude Chabrol, med Gérard Blain, Jean-Claude Brialy och Juliette Mayniel i huvudrollerna. Den handlar om två kusiner, den dekadente Paul och den naive Charles, och hur Charles blir förälskad i en väninna till Paul. Filmen spelades in i Paris och Studios de Boulogne från 28 maj till 15 oktober 1958.
Filmen hade fransk premiär 11 mars 1959. Den hade 1 816 407 besökare i hemlandet. Sverigepremiären ägde rum 15 september 1959. Filmen fick Guldbjörnen vid filmfestivalen i Berlin samma år.

## Medverkande
- Gérard Blain som Charles
- Jean-Claude Brialy som Paul
- Juliette Mayniel som Florence
- Guy Decomble som bokhandlaren
- Geneviève Cluny som Geneviève
- Michèle Méritz som Yvonne, "Vonvon"
- Corrado Guarducci som Arcangelo Minerva, den italienske greven
- Stéphane Audran som Françoise
- Paul Bisciglia som Marc
- Jeanne Pérez som städerskan
- Claude Cerval som Jean Dalbecque, kallas Clovis
- Françoise Vatel som Martine